# Ermitage Saint-Maurice de Greulera
L'ermitage Saint-Maurice de Greulera est un ancien ermitage situé à Ille-sur-Têt, dans le département français des Pyrénées-Orientales. Sa chapelle, probablement reconstruite au XVIIe siècle dans le style roman, est inscrite monument historique.

## Histoire
Une première église est signalée à cet emplacement au XIIIe siècle. L'édifice actuel semble dater du XVIIe siècle.